# Curtonotum striatifrons
Curtonotum striatifrons är en tvåvingeart som beskrevs av Malloch 1930. Curtonotum striatifrons ingår i släktet Curtonotum och familjen Curtonotidae. Inga underarter finns listade i Catalogue of Life.